# Lacida antica
Lacida antica är en fjärilsart som beskrevs av Walker 1855. Lacida antica ingår i släktet Lacida och familjen tofsspinnare. Inga underarter finns listade i Catalogue of Life.